# Стаффан Стоккенберґ
Стаффан Стоккенберґ (швед. Staffan Stockenberg; 14 вересня 1931 — 20 травня 2019) — колишній шведський тенісист.
Здобув 2 одиночні титули.
Найвищим досягненням на турнірах Великого шолома був чвертьфінал в парному розряді.
Завершив кар'єру 1962 року.

## Титули на юніорських турнірах Великого шлему

### Одиночний розряд: 2 (2 перемоги)
| Результат | Рік  | Турнір               | Покриття | Суперник  | Рахунок                 |
| --------- | ---- | -------------------- | -------- | --------- | ----------------------- |
| Перемога  | 1948 | Вімблдонський турнір | Трава    | Дежо Вад  | 6–0, 6–8, 5–7, 6–4, 6–2 |
| Перемога  | 1949 | Вімблдонський турнір | Трава    | Джон Горн | 6–2, 6–1                |